# 박정준 (1984년)
박정준(朴正埈, 1984년 6월 26일 ~ )은 전 KBO 리그 NC 다이노스의 외야수이다.

## 아마추어 시절
경상남도 창원시에서 태어나 양덕초등학교, 마산중학교에서 전학가 경남중학교를 거쳐 경남고등학교에 진학한다. 경남고등학교 시절 호타준족에 수준급 강견으로 인정받았고, 2003년 역사상 유래없는 외야수 1차 지명을 받아 롯데 자이언츠에 입단하였다.

## 롯데 자이언츠시절
2003년 롯데 자이언츠 입단 후 6여년 간은 주전보다 대수비로 자주 출장했으나, 2009년에 들어서 63경기에 출장하여 0.285의 타율, 5홈런 25타점으로 본인의 커리어 하이를 기록했다. 하지만 2010년에 외야수로 활약한 손아섭과 전준우에 주전 경쟁에서 밀려나 1군에 단 2경기에만 출장하였고 주로 2군에서만 활약했다. 그 해 시즌 후 스토브 리그에서 롯데 자이언츠는 넥센 히어로즈와 트레이드를 단행했는데, 롯데 자이언츠는 넥센 히어로즈에서 활약한 투수 고원준을 받는 대신 박정준과 이정훈을 넥센 히어로즈에 내주면서 박정준은 넥센 히어로즈로 이적하였다.

## 넥센 히어로즈시절
넥센 히어로즈에서도 별 활약을 보여 주지 못하고 2013년 4월 18일 NC와 넥센의 2:3 트레이드(송신영, 신재영 ↔ 박정준, 지석훈, 이창섭)로 인해 고향 팀 NC 다이노스로 이적하게 된다.

## NC 다이노스시절

### 2013년 시즌
NC 다이노스에 이적하자마자 주전 좌익수로 기용된다. 이적 초반이던 4월 7경기에서는 큰 활약을 못 보였지만, 5월에 나온 8경기에서 26타수 10안타 타율 0.385, 10타점으로 이적 동기생인 지석훈과 함께 NC 다이노스의 상승세를 이끈다. 하지만 6월 이후로 다시 부진이 빠져 주로 권희동과 교대로 출전하였고 2013년 시즌 마지막경기였던 10월 5일 SK 와이번스와의 경기에서 이호준을 대신해 4번 지명타자로 출전하여 3타수 2안타(1홈런) 3타점으로 팀의 승리를 이끌었다.

### 2015년 시즌
2015년 시즌 이후 보류선수 명단에서 빠지면서 이승호, 마낙길, 이대환과 함께 NC 다이노스에서 방출됐다.
시즌 후 양산 물금고등학교 야구부 코치로 선임됐다.

## 연봉
| 연도   | 연봉       | 인상율(%) | 비고 |
| ------ | ---------- | --------- | ---- |
| 2011년 | 4,500만 원 | 0         |      |
| 2012년 | 4,300만 원 | -4.4      |      |
| 2013년 | 4,000만 원 | -6.8      |      |
| 2014년 | 5,300만 원 | 32.5      |      |
| 2015년 | 5,000만 원 | -5.7      |      |

## 에피소드
- 타석에서 엉덩이를 흔드는 모습이 꼭 밸리댄스를 추는 것 같다 하여 밸리박이라는 별명이 있다.[6]
- 트레이드되기 전 넥센 히어로즈 시절에는 같은 팀 투수 박정준 선수가 또 있었다. 이는 1990년대 말, 2000년대 초 투수 전준호와 타자 전준호 이후로 팀 내 2번째였다.
- 2012년 5월 18일 부인 서민주씨와의 사이에서 득녀하였다.[7]
- 2014년 9월 1일 부인 서민주씨와의 사이에서 둘째 딸을 득녀하였다. 이에 박정준은 “야구를 잘 해야 하는 이유가 또 하나 생겼다. 딸에게 멋진 아버지가 되기 위해 그라운드 위에서 더욱더 노력하겠다”라며 각오를 다졌다.[8]

## 통산기록
| 년도 | 팀    | 타율  | 경기수 | 타수 | 득점 | 안타 | 2루타 | 3루타 | 홈런 | 타점 | 도루 | 도루 실패 | 4사구 | 삼진 | 병살타 | 실책 | 비고 |
| ---- | ----- | ----- | ------ | ---- | ---- | ---- | ----- | ----- | ---- | ---- | ---- | --------- | ----- | ---- | ------ | ---- | ---- |
| 2003 | 롯데  | 0.000 | 1      | 3    | 0    | 0    | 0     | 0     | 0    | 0    | 0    | 0         | 0     | 2    | 0      | 0    |      |
| 2004 | 롯데  | 0.088 | 16     | 34   | 1    | 3    | 0     | 0     | 0    | 2    | 1    | 0         | 2     | 11   | 0      | 0    |      |
| 2005 | 롯데  | 0.205 | 91     | 117  | 18   | 24   | 4     | 1     | 0    | 7    | 6    | 4         | 9     | 23   | 2      | 0    |      |
| 2006 | 롯데  | 0.194 | 34     | 98   | 5    | 19   | 5     | 0     | 0    | 4    | 1    | 2         | 6     | 24   | 3      | 0    |      |
| 2009 | 롯데  | 0.285 | 63     | 186  | 33   | 53   | 12    | 1     | 5    | 25   | 3    | 4         | 26    | 35   | 1      | 1    |      |
| 2010 | 롯데  | 0.000 | 2      | 1    | 0    | 0    | 0     | 0     | 0    | 0    | 0    | 0         | 0     | 0    | 0      | 0    |      |
| 2011 | 넥센  | 0.207 | 50     | 92   | 6    | 19   | 7     | 0     | 0    | 5    | 0    | 1         | 15    | 24   | 4      | 0    |      |
| 2012 | 넥센  | 0.185 | 18     | 27   | 3    | 5    | 1     | 1     | 0    | 0    | 0    | 0         | 1     | 8    | 0      | 0    |      |
| 2013 | NC    | 0.247 | 78     | 166  | 24   | 41   | 6     | 0     | 4    | 21   | 5    | 2         | 24    | 44   | 3      | 3    |      |
| 통산 | 9시즌 | 0.227 | 353    | 724  | 90   | 164  | 35    | 3     | 9    | 64   | 16   | 13        | 83    | 171  | 13     | 4    |      |

## 출신 학교
- 양덕초등학교
- 마산동중학교 → 경남중학교 (전학)
- 경남고등학교